# Глубе
Глубе (рос. Глубое) — село в Дмитрієвському районі Курської області Російської Федерації.
Населення становить 55 осіб. Входить до складу муніципального утворення Почепська сільрада.

## Історія
Населений пункт розташований на території українського етнічного та культурного краю Східна Слобожанщина.
Від 2004 року входить до складу муніципального утворення Почепська сільрада.

## Населення
| 2002 | 2010 |
| ---- | ---- |
| 79   | ↘55  |